# Чимошур
Чимошу́р (Чемошур; рос. Чимошур, Чемошур) — присілок в Ігринському районі Удмуртії, Росія.
Назва присілка раніше записувалась як Чемошур, але через те, що в районі вже є населений пункт з такою назвою, вирішено було змінити її на Чимошур.

## Населення
Населення — 272 особи (2010; 270 в 2002).
Національний склад станом на 2002 рік:
- удмурти — 87 %

## Урбаноніми[3]
- вулиці — Молодіжна, Сонячна, Ставкова, Трактова
- провулки — Трактовий